# Base de la Fuerza Aérea Canadiense de Goose Bay
La Base de la Fuerza Aérea Canadiense de Goose Bay (del inglés: CFB Goose Bay) (IATA: YYR, OACI: CYYR) o Aeropuerto de Goose Bay es una base de la Real Fuerza Aérea Canadiense ubicada en el poblado de Goose Bay, Terranova y Labrador, Canadá.
Este terminal es operado como una base de la fuerza aérea por el Comando de Fuerzas Aéreas Canadienses y es la base para vuelos de entrenamientos tácticos de la NATO. Este puerto es también base permanente para destacamentos de la Luftwaffe (Alemania) y la Aeronautica Militare (Italia), también como para destacamentos temporales de la Royal Air Force (Reino Unido) y la Real Fuerza Aérea de los Países Bajos (Holanda). Esta base también sirve como base de avanzada para los interceptores CF-18.
La base es también utilizada para vuelos comerciales, los que se refieren a la base como Aeropuerto de Goose Bay. Este puerto es clasificado por Nav Canadá como un puerto de entrada, y es servido por la Canada Border Services Agency. Los oficiales de la CBSA pueden atender aviones de hasta 15 pasajeros
El Aeropuerto de Goose Bay ha sido designado como una pista de aterrizaje alternativa para la NASA debido a su ubicación estratégica y a sus largas pistas de aterrizaje.

## Aerolíneas y destinos
| Aerolíneas         | Destinos                                                                                        |
| ------------------ | ----------------------------------------------------------------------------------------------- |
| Air Borealis       | Hopedale, Makkovik, Nain, Natuashish, Postville                                                 |
| Air Canada Express | Halifax                                                                                         |
| PAL Airlines       | Blanc-Sablon, Churchill Falls, Deer Lake, Gander, Saint Anthonyt, San Juan de Terranova, Wabush |

## Imágenes

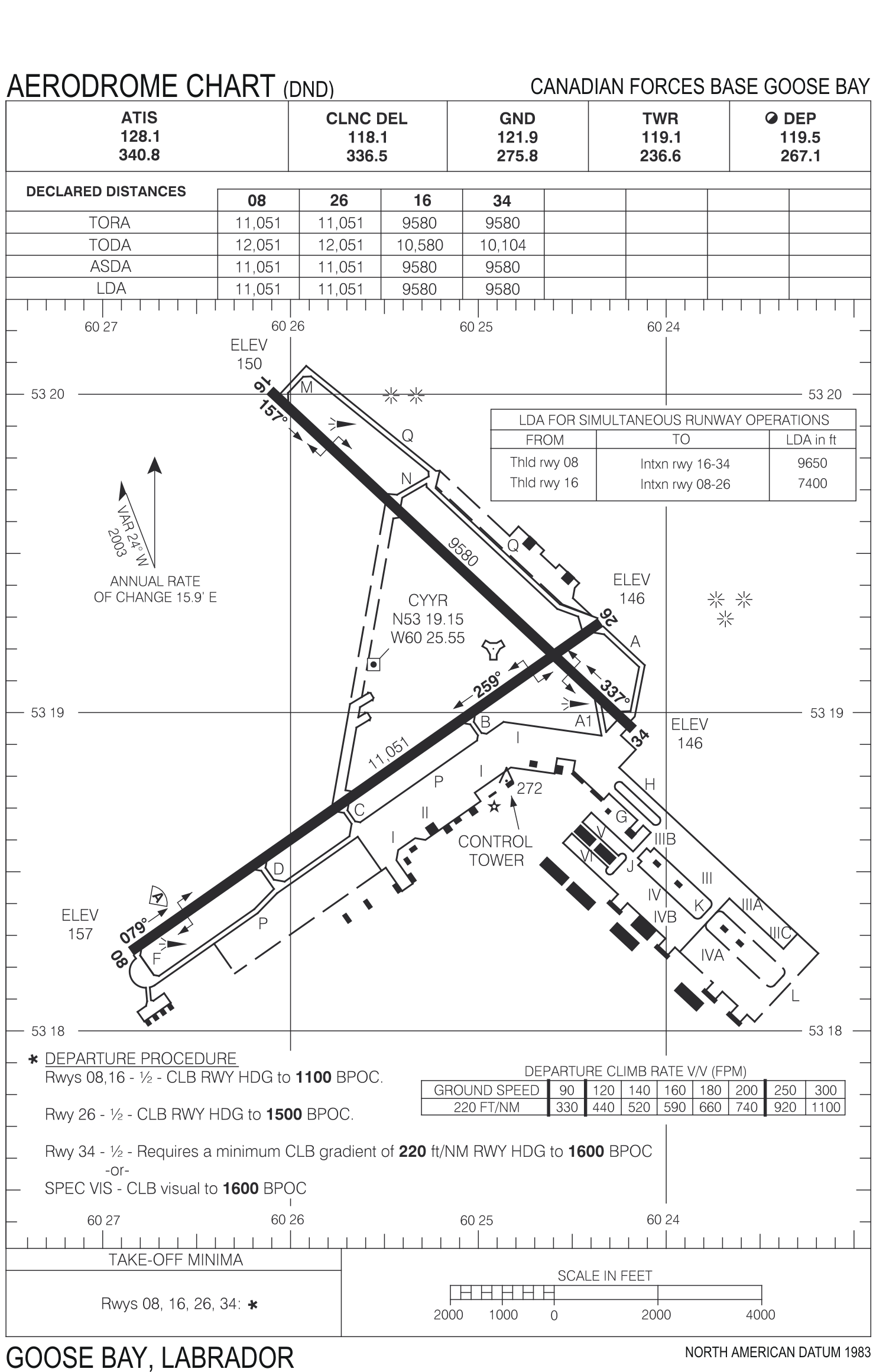
Diagrama del aeropuerto.
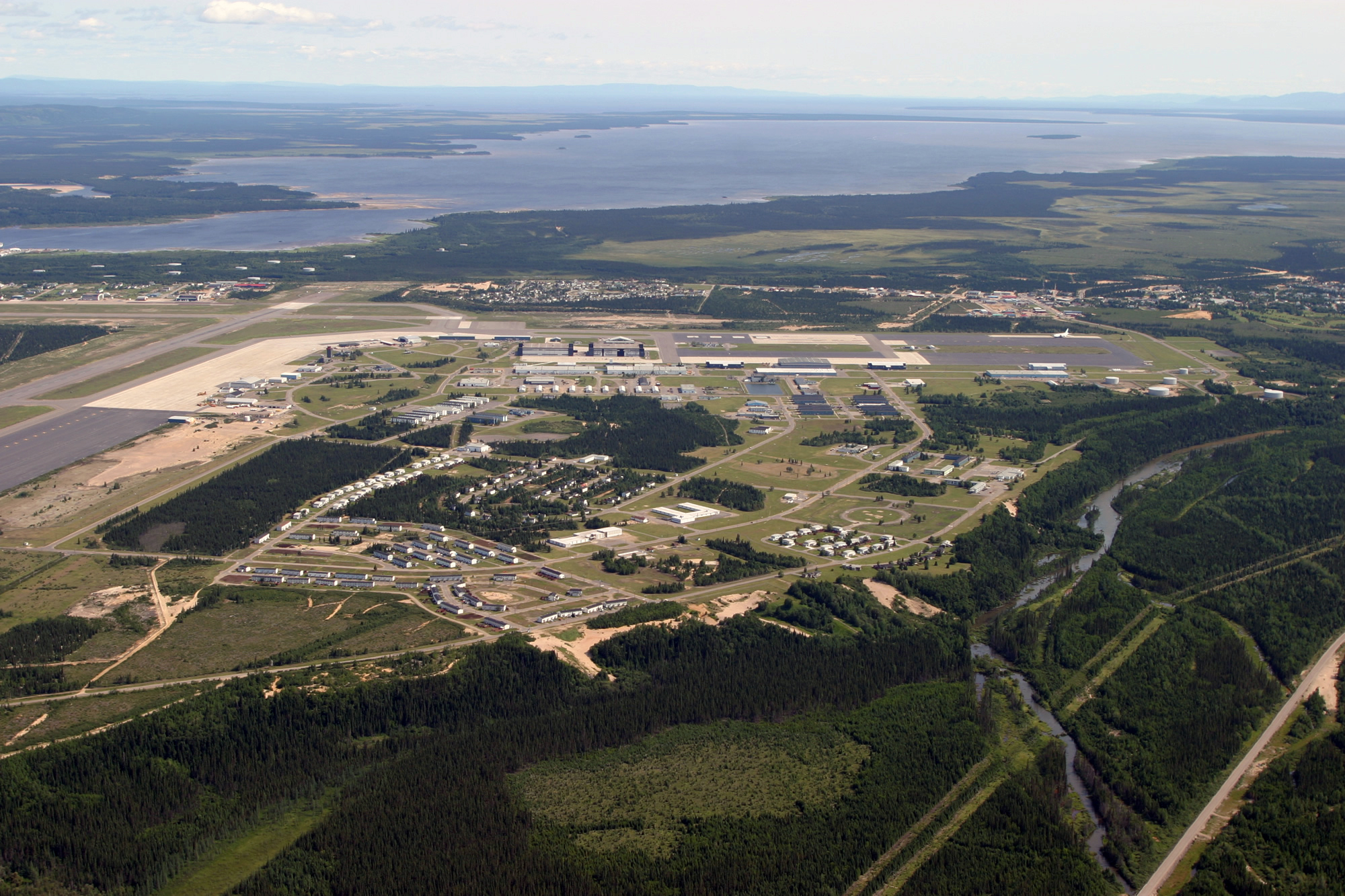
Vista aérea de las instalaciones.
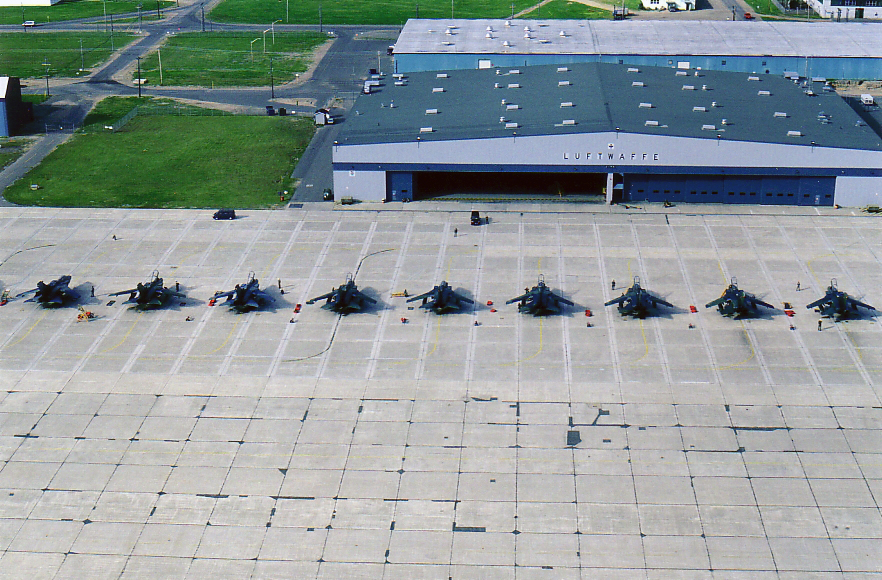
Panavia Tornados en Goose Bay.